# 용덕로
용덕로(Yongdeok-ro)는 전라남도 영광군 법성면법성터미널앞교차로에서 고창군 고창읍 공음삼거리 를잇는 도로이다.

## 주요 경유지
전라남도
- 영광군 (법성면)

전북특별자치도
- 고창군 공음면

## 노선
| 이름               | 접속 노선                        | 소재지 | 소재지 | 비고                 |
| ------------------ | -------------------------------- | ------ | ------ | -------------------- |
| 법성터미널앞교차로 | 지방도 제842호선 (굴비로) 영광로 | 영광군 | 법성면 |                      |
| 성재교차로         | 영광로                           | 영광군 | 법성면 | 국도 제22호선과 중복 |
| 대덕삼거리         | 용성월산로                       | 영광군 | 법성면 | 국도 제22호선과 중복 |
| 신평삼거리         | 공음길                           | 고창군 | 공음면 | 국도 제22호선과 중복 |
| 공음삼거리         | 참나무정1길                      | 고창군 | 공음면 | 국도 제22호선과 중복 |
| 선운대로와 직결    |                                  |        |        |                      |

## 주요 건물 및 시설
- 법성포초등학교 (용덕로 43/대덕리 526)
- 법성고등학교 (용덕로 66/대덕리 341-1)